# Clausthal

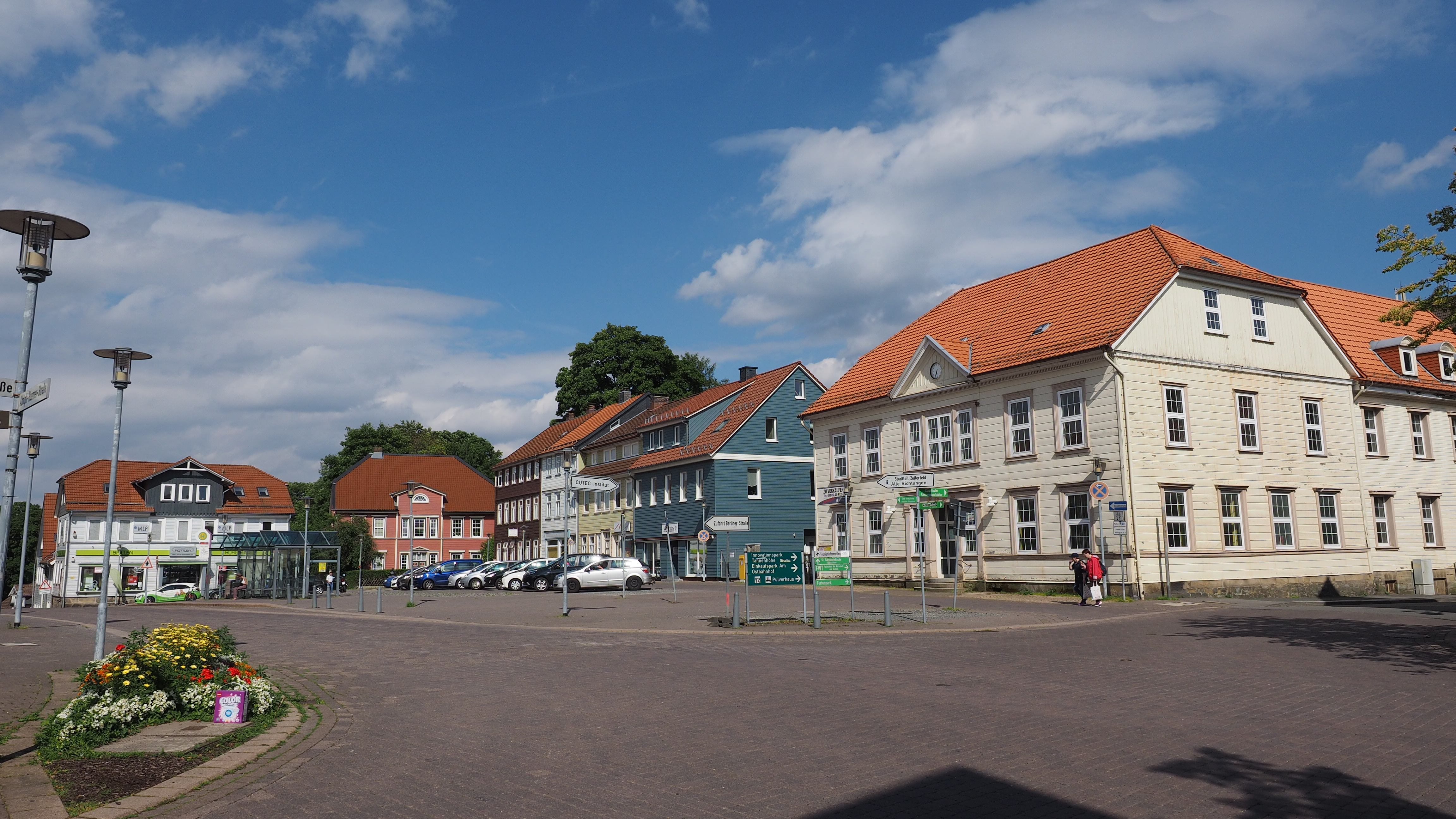
Der Kronenplatz ist das Zentrum von Clausthal

Die ehemals freie Bergstadt Clausthal ist der größte Ortsteil der niedersächsischen Berg- und Universitätsstadt Clausthal-Zellerfeld.

## Geographie
Clausthal liegt im Oberharz südlich des Ortsteils Zellerfeld und nördlich der Grenze zum Landkreis Göttingen.

## Geschichte

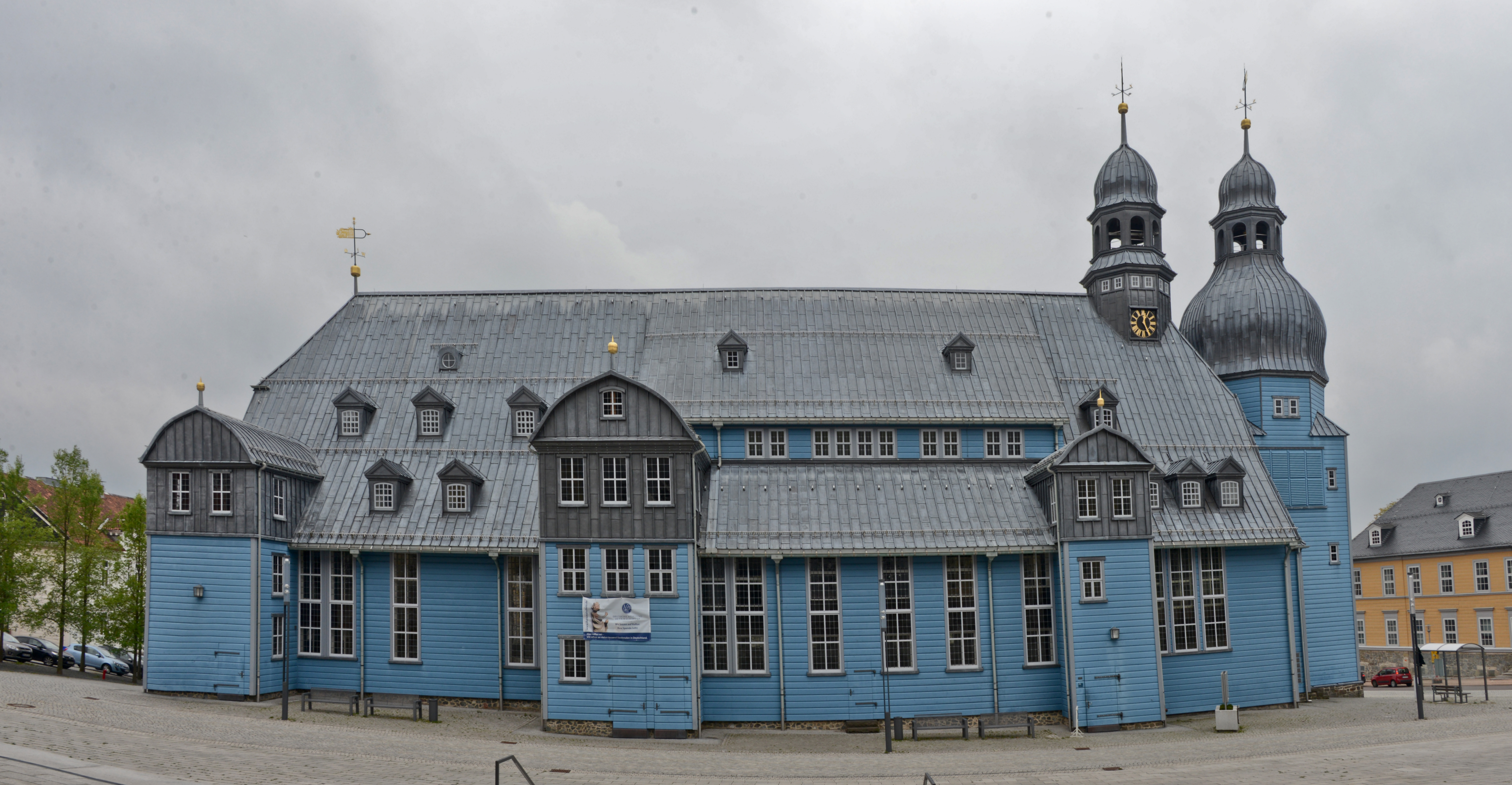
Marktkirche zum Heiligen Geist (Clausthal)

Clausthal entstand ab 1548 an der Kreuzung der Alten Harzstraße mit der Harzhochstraße, den Vorgängern der Bundesstraßen 241 und 242.
Die 1554 zur „Freien Bergstadt“ erhobene Stadt Clausthal schloss sich im Jahr 1924 mit der benachbarten Kreisstadt Zellerfeld zur neuen Bergstadt Clausthal-Zellerfeld zusammen. Zum 1. Januar 1972 wurde die südlich von Clausthal gelegene Gemeinde Buntenbock eingemeindet. Von 1972 bis 2014 war Clausthal Verwaltungssitz der Samtgemeinde Oberharz, die am 1. Januar 2015 aufgelöst wurde. Aus der Bergstadt Clausthal-Zellerfeld, der Bergstadt Altenau, der Bergstadt Wildemann und der Gemeinde Schulenberg im Oberharz wurde die Berg- und Universitätsstadt Clausthal-Zellerfeld neu gebildet. Das Rathaus befindet sich in Clausthal neben der Marktkirche.

### Stadtbrände
Die Stadt erlebte mehrere Feuerkatastrophen. 1631 wurden 43 Wohnhäuser nach einem Blitzschlag zerstört. Am 20. September 1634 zerstörte ein Brand 162 Wohnhäuser und Nebengebäude, Rathaus, die Marktkirche – Vorgänger der heutigen Marktkirche – und weitere öffentliche Gebäude. Knapp fünf Jahre später, am 15. April 1639, forderte ein weiterer Stadtbrand 53 Wohnhäuser.
Nachdem die Stadt von den 1654 vorhandenen 36 Wohnhäusern bis 1725 auf 862 Wohnhäuser angewachsen war, brach am 25. März 1725 erneut ein Feuer aus. Diesem fielen 400 Wohnhäuser, das Amthaus, das Rathaus, die Clausthaler Münze und weitere öffentliche Gebäude zum Opfer.
Zur Prävention weiterer verheerender Brandkatastrophen erließ Georg II. eine verbesserte Feuerordnung.
Es folgten weitere Brände. 1805 wurden acht Häuser am Zellbach zerstört, 1818 29 Häuser, 1820 zwölf Häuser, 1822 28 Häuser, 1823 17 Häuser, 1833 neun Häuser und 1842 sieben Häuser, bevor am 15. September 1844 eine weitere große Brandkatastrophe ausbrach, welche 213 Wohnhäuser, 235 Nebengebäude, diverse öffentliche Gebäude sowie die Gottesackerkirche zerstörte.
Am 18. April 1854 zerstörte ein weiterer Brand 101 Häuser und 114 Nebengebäude. Das Brauhaus und vier umliegende Gebäude wurden am 6. Juli 1874 durch ein Schadfeuer zerstört.
Am 26. August 1883 wurden erneut zehn Wohnhäuser durch ein Feuer zerstört sowie weitere fünf Wohnhäuser am 29. Dezember 1924.

## Bildung
In Clausthal befinden sich die Grundschule Clausthal, eine Haupt- und Realschule, die Robert-Koch-Schule (Gymnasium), die Fachschule für Wirtschaft und Technik (FWT) und die Technische Universität Clausthal (TUC).

## Wappen
Das Wappen der Bergstadt Clausthal ist seit 1556 nachgewiesen. Es zeigte das Gezähe des Bergmanns (also Schlägel und Eisen); als religiöses Symbol zum Schutz der Bergleute war ein Bildstock in das Wappen aufgenommen worden. Dieser zeigt Jesus am Kreuz, darunter knien zwei Beter. Vor dem Bildstock schreitet ein Löwe, der als Symbol für das Geschlecht der Welfen steht, zu dessen Herrschaftsbereich im Fürstentum Grubenhagen Clausthal damals gehörte. In späteren Abbildungen des Wappens wurde der Bildstock um eine Kapelle ergänzt, in deren Giebelwand das Kreuz mit den Betern aufgenommen wurde. Die Kapelle, die ja auch als „Klause“ bezeichnet wird, sollte dabei für den Namen der Stadt stehen. Im 19. Jahrhundert setzte sich dann die gezeigte Darstellung durch, bei der der Löwe auf grünem Rasen liegt; hinter der Klause das Bergmannssymbol Schlägel und Eisen.
Nach der Vereinigung von Clausthal und Zellerfeld (1924) dauerte es noch bis 1934, bis die neue Stadt Clausthal-Zellerfeld ein eigenes Wappen erhielt. Hierbei wurde wieder die alte Darstellung ohne die Klause aufgegriffen, als Symbol für den hinzugekommenen Stadtteil Zellerfeld wurden dessen Farben Gold-Rot übernommen. Dieses Wappen wurde 1953 nochmals farblich überarbeitet und wird seit 1955 von der Stadt Clausthal-Zellerfeld geführt.

## Verkehr
Der Bahnhof Clausthal-Zellerfeld und der Haltepunkt Clausthal Ost lagen an der Bahnstrecke Langelsheim–Altenau. Diese Strecke ist heute stillgelegt, die Trasse wird als Wanderweg und zum Skilanglauf genutzt. Der heutige ZOB liegt in unmittelbarer Nachbarschaft des Alten Bahnhofes an der Grenze zwischen den Stadtteilen Clausthal und Zellerfeld.

## Persönlichkeiten
- Christian Schwarzkopf (1685–1760), Zimmermann und Bergbauingenieur
- Johann Wilhelm Schlemm (vor 1743–1788), Jurist, Münzwardein, Münzmeister und Münzdirektor
- Hermann Koch (1814–1877), Geheimer Bergrat beim Oberbergamt Clausthal und Vater des Mediziners und Nobelpreisträgers Robert Koch
- Gustav Kraft (1823–1898), deutscher Forstmann
- Heinrich Hermann Robert Koch (1843–1910), Mediziner, Mikrobiologe, Arzneimittelforscher und Hygieniker[4]
- Else Holzschuh (1877–1966), Malerin